# Aḩmadābād-e Malek
Aḩmadābād-e Malek är en ort i Iran. Den ligger i den nordöstra delen av landet, 500 km öster om huvudstaden Teheran. Aḩmadābād-e Malek ligger 1 079 meter över havet och folkmängden uppgår till cirka 1 000 invånare.

## Geografi
Terrängen runt Aḩmadābād-e Malek är platt. Runt Aḩmadābād-e Malek är det ganska glesbefolkat, med 29 invånare per kvadratkilometer. Närmaste större samhälle är Neqāb, cirka 3 km nordväst om Aḩmadābād-e Malek. Trakten runt Aḩmadābād-e Malek består till största delen av jordbruksmark.